# Liefdezusters van de Heilige Carolus Borromeus (Maastricht)

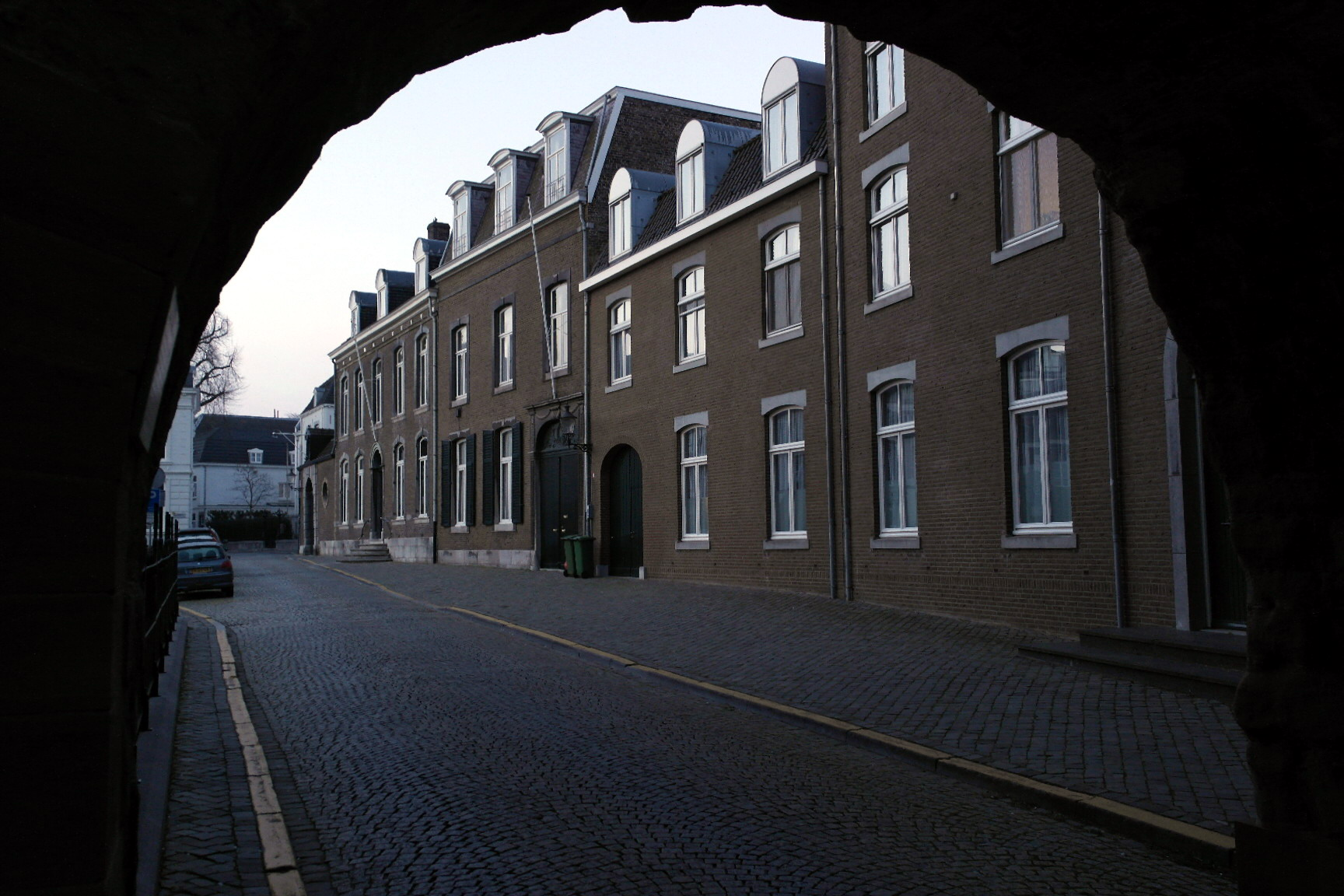
Maastricht, Onder de Bogen, met een deel van het Klooster van de Zusters Onder de Bogen, het moederhuis van de congregatie

De Liefdezusters van de Heilige Carolus Borromeus (Latijn: Sorores Misericordiae Sancti Caroli Borromei; afgekort SMCB), ook wel Zusters Onder de Bogen of Bogenzusters genoemd, is een rooms-katholieke zustercongregatie, die in 1837 in Maastricht werd gesticht. Het moederhuis van de congregatie is het Klooster van de Zusters Onder de Bogen in Maastricht, waar circa 120 zusters wonen en werken. De wereldwijde congregatie telt anno 2014 circa 700 leden, die werkzaam zijn of waren in een groot aantal landen. Naast de Maastrichtse tak zijn er zes andere 'takken' van congregaties die dezelfde naam dragen, maar onafhankelijk naast elkaar bestaan, met moederhuizen in onder andere Nancy, Trier en Wenen. Al deze congregaties zijn of waren actief in de gezondheidszorg, met name in ziekenhuizen. De Maastrichtse tak onderscheidt zich doordat ze als enige in de missie actief is.

## Geschiedenis
De congregatie werd in 1837 gesticht door Elisabeth Gruyters (1789-1864), in samenwerking met Petrus Antonius van Baer (1788-1855), pastoor van de Sint-Servaaskerk en deken van Maastricht. Na enige omzwervingen vestigden de zusters zich in 1845 in de voormalige proosdij van Sint-Servaas, vanwaar de congregatie zich gestaag uitbreidde. De congregatie was grotendeels afhankelijk van de vrijgevigheid van de burgerij. Tot haar weldoensters behoorde onder meer Josephina Vaessen.

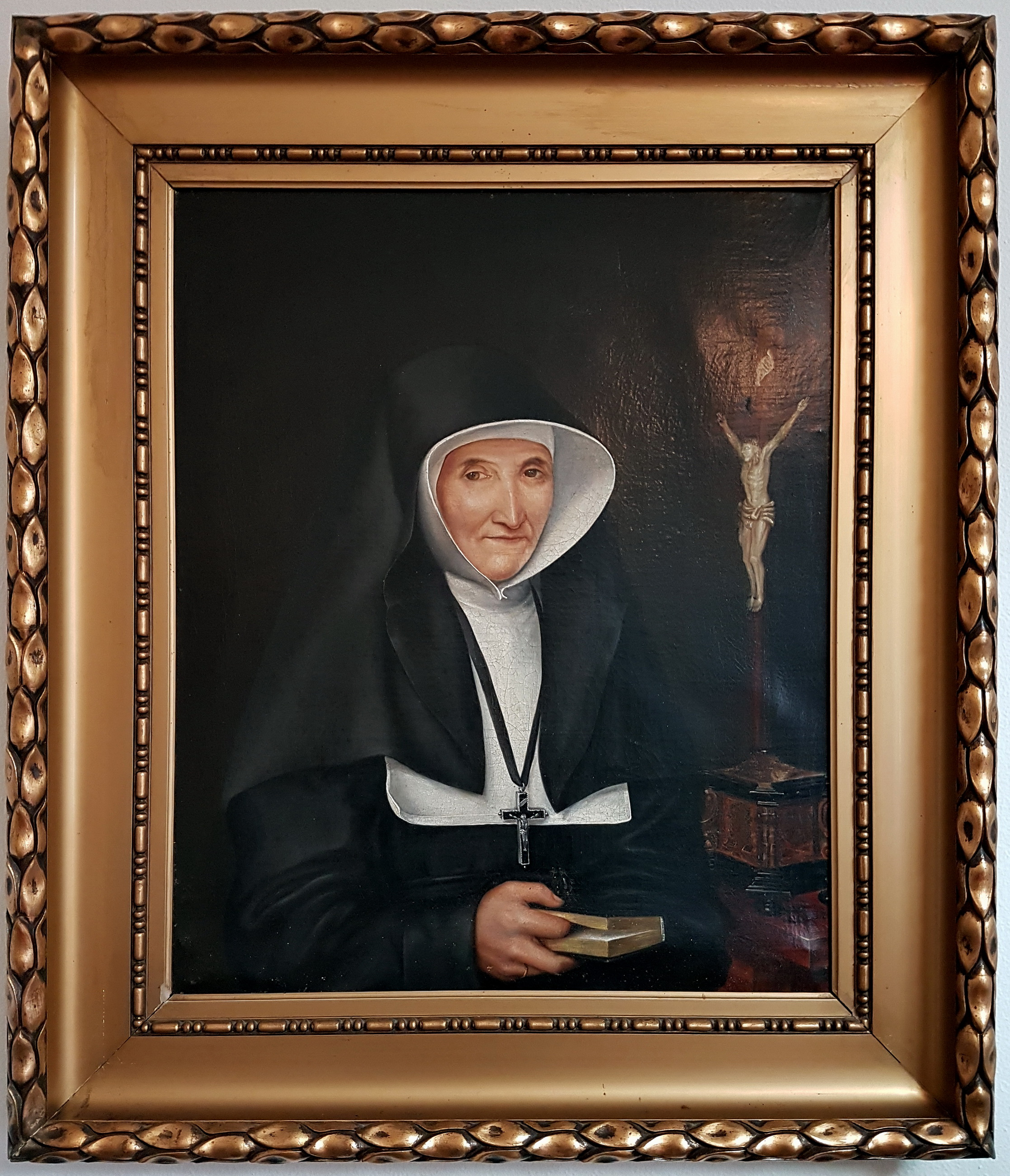
Elisabeth Gruyters, stichteres van de congregatie

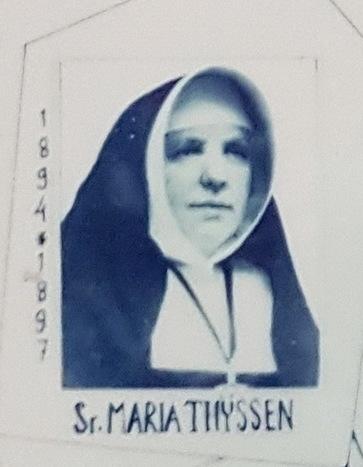
Maria Thijssen, moeder-overste van 1894 tot 1897

De kloosterregel was door Van Baer opgesteld naar het voorbeeld van die van kanunnik Triest voor de Liefdezusters in Gent. Nadat in 1853 voorlopige toestemming was verkregen, verleende de pauselijke congregatie Propaganda Fide in 1856 definitieve goedkeuring. Aanvankelijk koos Elisabeth Gruyters voor het patronage van de Heilige Vincentius a Paulo, maar op aandringen van het Vaticaan werd dat in 1856 ingeruild voor het patronage van de Heilige Carolus Borromeus. Herziening van de kloosterregel vond plaats in 1897, 1918 en 1982, telkens met pauselijke goedkeuring. De doelstellingen van de congregatie waren van meet af aan: ziekenverpleging, zorg voor wezen en onderwijs. In Maastricht werkten de zusters in het gesticht Calvariënberg, het Rooms-Katholiek Weeshuis en in diverse scholen. Ofschoon de generale oversten lange tijd het verplegen van zieken slechts wensten te zien als zorg voor het geestelijk heil van de patiënten, kwam er in de jaren 1890 op aandringen van dr. Lambert van Kleef langzaam meer begrip voor een professionele verpleegstersopleiding. De overste van het Onze Lieve Vrouwe Gasthuis te Amsterdam, zuster Rosalie van Haaff (1860-1928), was groot voorstandster van een opleiding en behaalde in 1901 met tien medezusters het diploma. Zij waren de eersten in de congregatie én tevens de eerste gediplomeerde religieuzen in Nederland.
De groeiende reputatie van de Zusters Onder de Bogen als verpleegcongregatie, leidde tussen 1890 en 1940 tot een opmerkelijke groei. Behalve de in 1898 begonnen verpleegopleiding aan het Onze Lieve Vrouwe Gasthuis, ontstonden soortgelijke opleidingen in Hilversum, Zwolle en Nijmegen. Verder runden ze katholieke sanatoria als Dekkerswald in Groesbeek en Heliomare in Wijk aan Zee, en de eerste katholieke kraamkliniek in Nederland. Op het hoogtepunt telde de congregatie meer dan 1800 leden en alleen in Nederland al 56 huizen in bijna alle regio's. Door de geografische spreiding van activiteiten veranderde ook de samenstelling van de kloosterpopulatie. Waar vóór 1900 veel zusters afkomstig waren uit Limburg en Brabant, bleken dezen na 1900 in de minderheid. Vooral het aantal novicen uit Amsterdam en andere delen van Noord-Holland nam in deze tijd sterk toe. Dit leidde tot spanningen binnen de orde tussen enerzijds de oudere zusters, veelal afkomstig uit eenvoudige, rurale milieus, en de jongere zusters, in veel gevallen afkomstig uit de stedelijke middenklasse. Exemplarisch daarvoor was het conflict rond generaal-overste Maria Thijssen. Deze behoorde als dochter van stadsgeneesheer E.H.G. Thijssen tot de hogere katholieke burgerklasse in Amsterdam. In 1894 werd ze op 36-jarige leeftijd gekozen tot overste van het moederhuis in Maastricht, en was daarmee in feite generaal-overste. Als ondernemend, onafhankelijk overste kwam zij in conflict met de "oude garde" in het klooster en vooral met de deken van Maastricht, mgr. H.L.A. Sevriens (1839-1911), die zich als bestuurder in zijn gezag aangetast voelde. In 1897 werd ze niet herkozen. Desalniettemin kwam er onder haar bestuur veel tot stand, waaronder een nieuwe kloosterregel en de grootscheepse verbouwing van het moederhuis en het RK Weeshuis, beide in Maastricht.
Vanaf 1918 waren de zusters actief in het voormalige Nederlands-Indië, thans Indonesië, aanvankelijk op Java en Sumatra, na 1930 ook op Borneo en Timor. Kandidaat-zusters werden geacht zich aan te passen aan de Nederlandse gebruiken. In 1945 hadden 33 inheemse meisjes de eeuwige geloften afgelegd. Na de Tweede Wereldoorlog werd het karakter van het noviciaat Javaanser. Vanaf 1923 breidde de congregatie uit naar Noorwegen. In 1959 vertrokken de eerste zusters naar Afrika, waar ze samenwerkten met de congregatie van de Broeders van Joannes de Deo. Tegenwoordig is de congregatie voornamelijk actief in Nederland, België, Denemarken, Noorwegen, Tanzania, Kenia, de Verenigde Staten, Brazilië, de Filipijnen, Indonesië, Timor Leste en Vietnam. Het Maastrichtse moederhuis (het enige overgebleven huis in Nederland) functioneert daarbij als 'thuishaven' voor de wereldwijde congregatie. In 2007 telde de congregatie 759 zusters, waarvan circa 130 in het moederhuis in Maastricht.
In 2012 vierden de zusters het 175-jarig bestaan van hun congregatie.

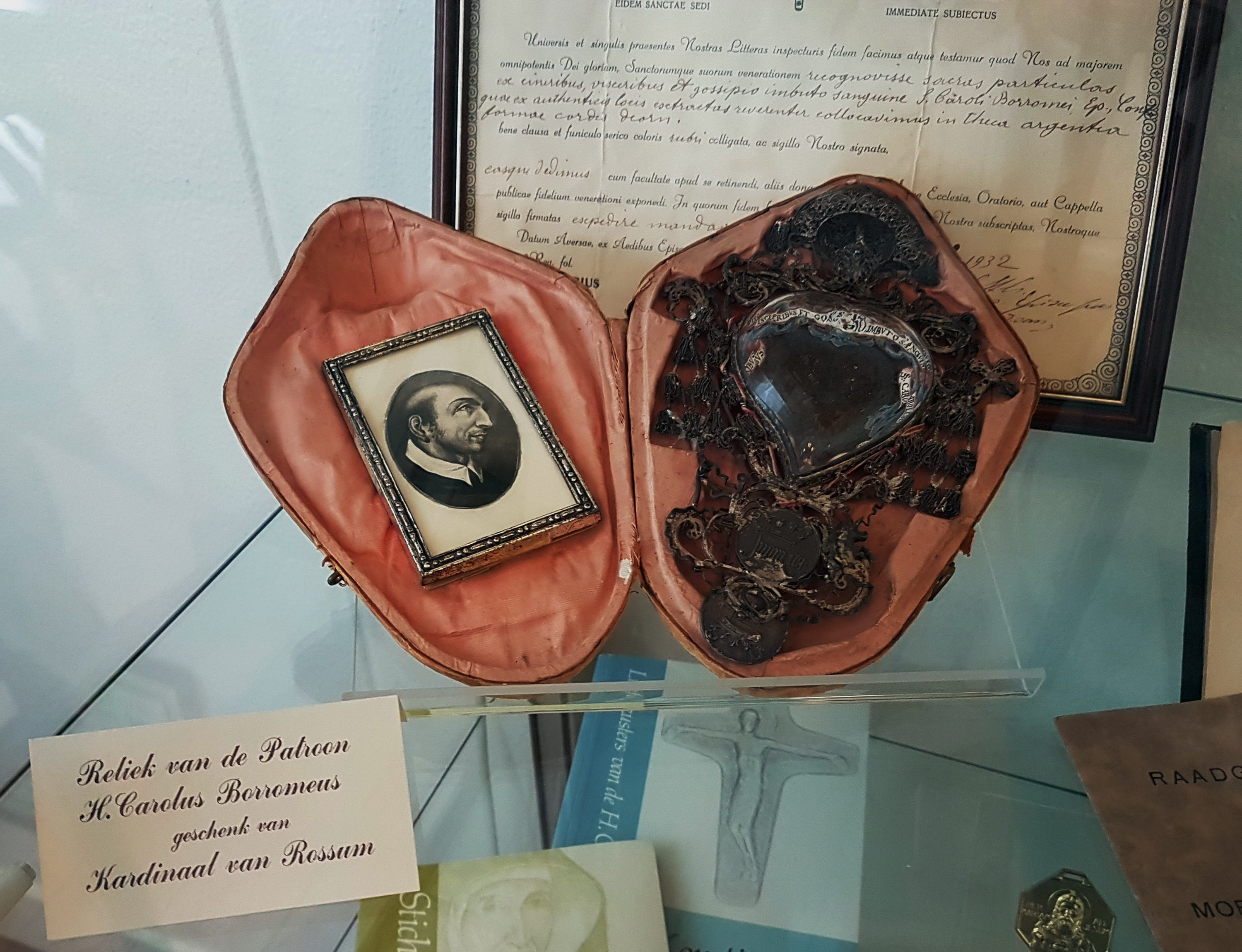
Reliek van de patroonheilige, Carolus Borromeus
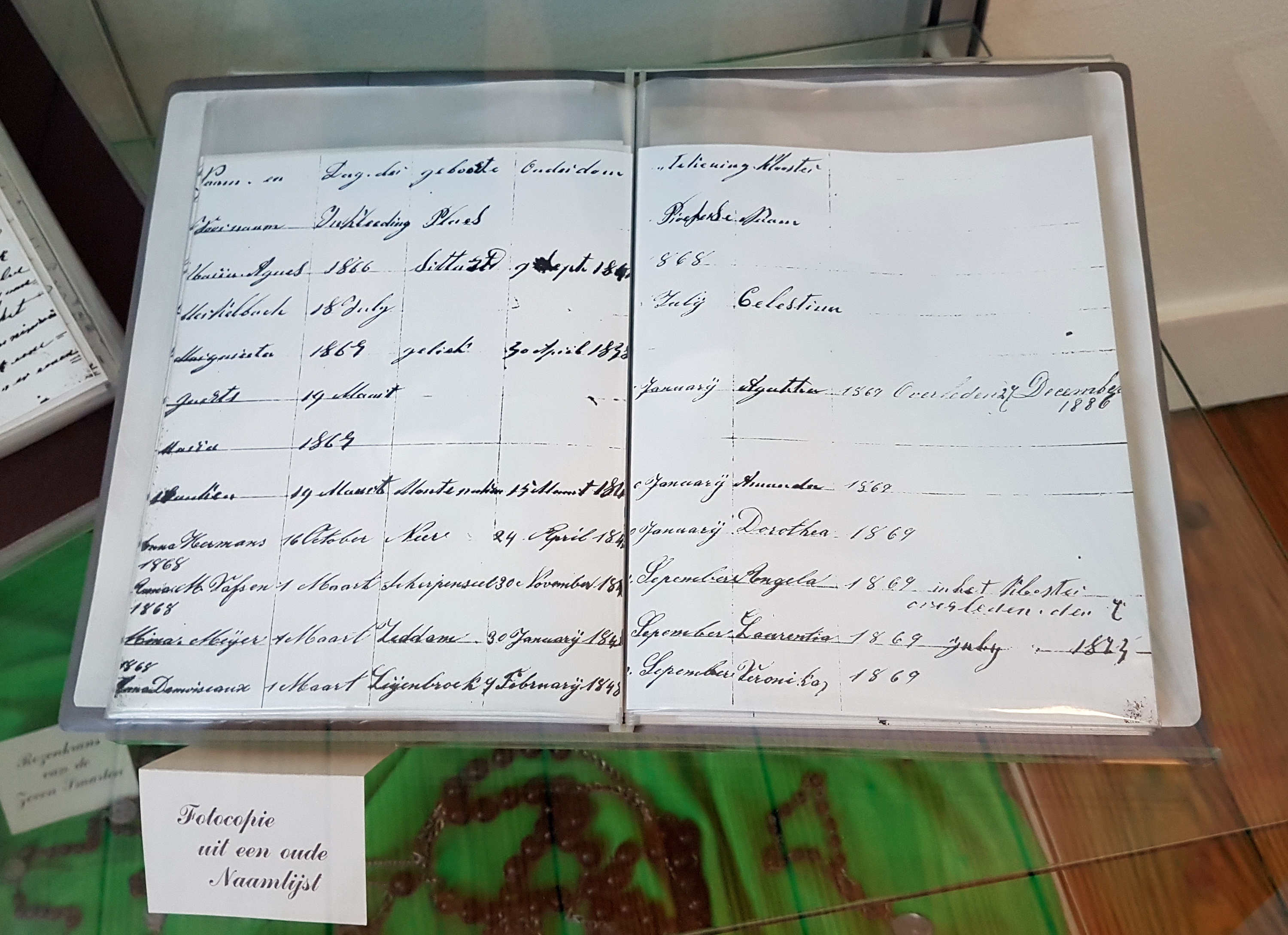
19e-eeuwse namenlijst van zusters
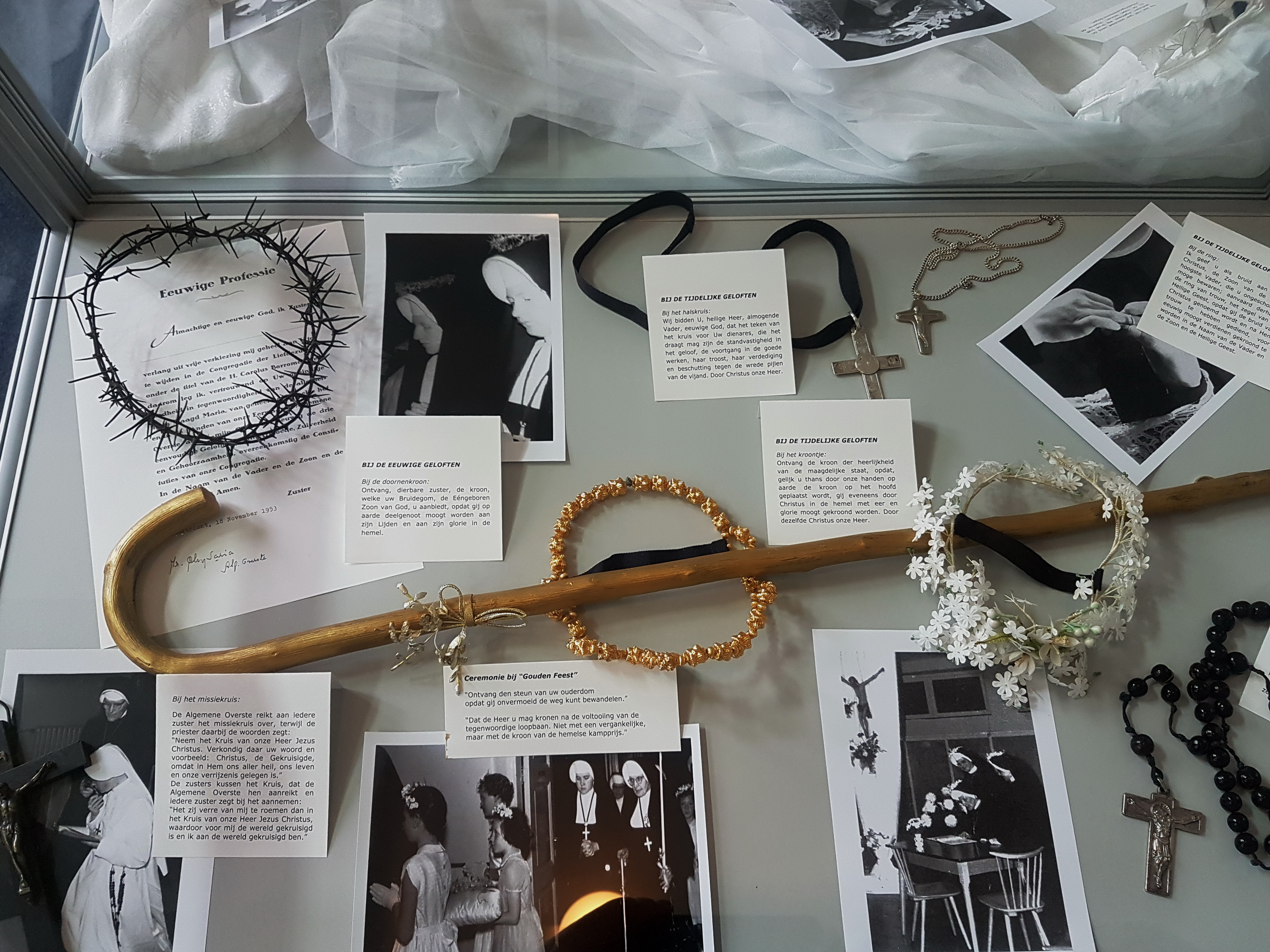
Attributen bij afleggen eeuwige geloften
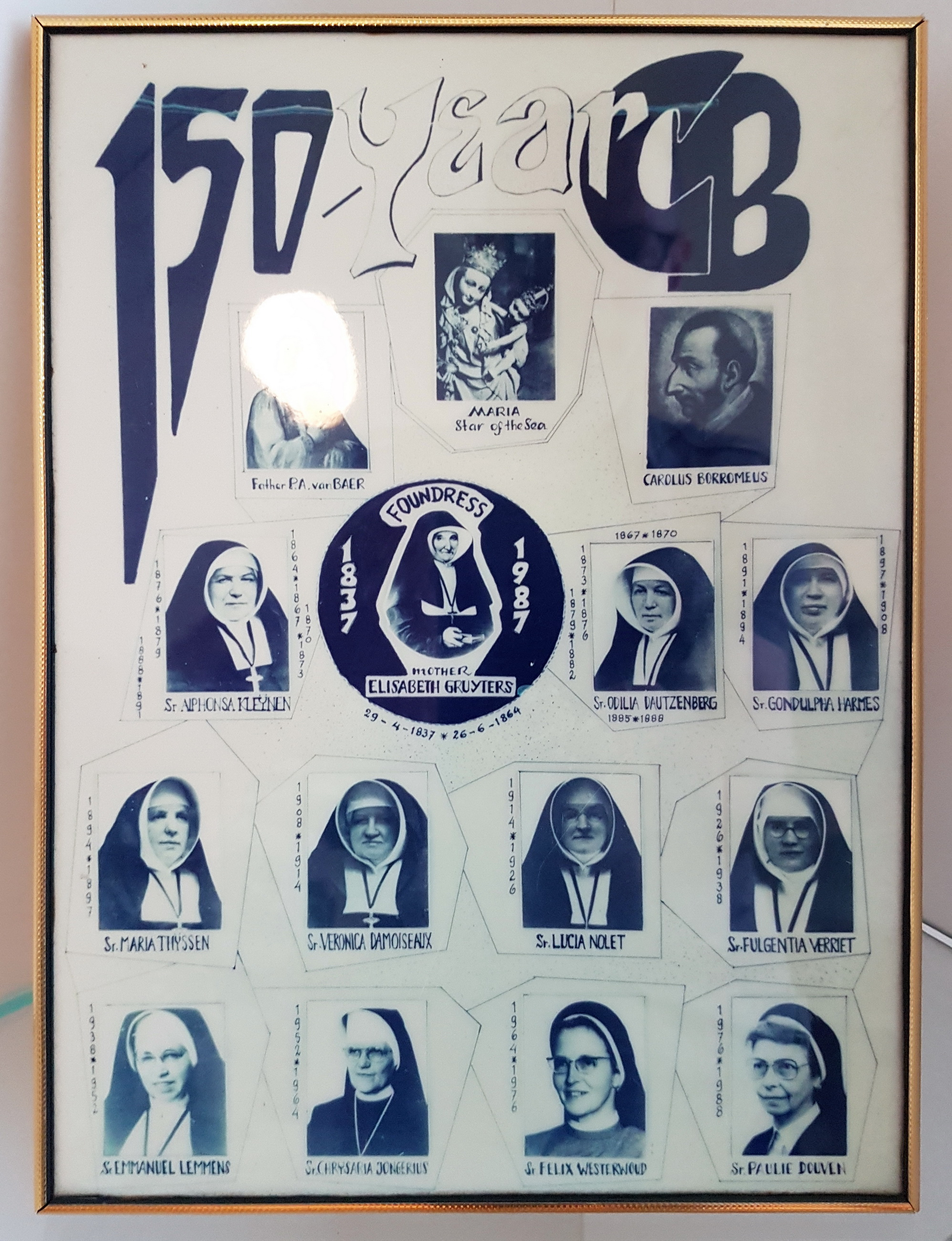
Gedenkplaat 150-jarig bestaan